# Океанічні крайові вали

Океанічні крайові вали облямовують глибоководні жолоби.

Океанічні крайові вали (рос. океанические окраинные валы, англ. oceanic fringing rises; нім. ozeanische Saumrücken m pl) – витягнуті склепінчасті підняття земної кори океанічного типу, які облямовують глибоководні жолоби з боку океану. Довжина до 1500-2000 км, ширина – декілька сотень км. Крила О.к.в. часто ускладнені скидами. Базальтовий шар кори під О.к.в. не потовщений (як під океанічними валами), місцями навіть потоншений у порівнянні з його нормальною товщиною в області таласопленів. Верхня частина мантії під О.к.в. характеризується підвищеною швидкістю сейсмічних хвиль. О.к.в. часто асиметричні: схил з боку глибоководного жолоба значно крутіший, ніж з боку ложа океану. О.к.в. містять вулканічні гори, брилові масиви. 
О.к.в. поширені в зах. частині Тихого ок. (наприклад, Вал Зенкевича біля Курило-Камчатського глибоководного жолоба, Ідзу-Бонінський вал, Зондський крайові вали та ін.).